# Nellie van Kol
Nellie van Kol (née à Bois-le-Duc, le 12 décembre 1851 et morte à Utrecht le 24 février 1930) est une féministe, éducatrice et auteure pour enfants néerlandaise active aussi en Belgique. Elle a contribué à la cause des femmes et a eu une grande influence sur le développement de la littérature jeunesse au XXe siècle.

## Biographie

### Jeunes années
Nellie van Kol est née Jacoba Maria Petronella Porreij le 12 décembre 1851 à Bois-le-Duc. Ses parents, David Porrey (1818-1864), agent des impôts de l'État, et Sophia Frederika Juliana Wilhelmina Neirinckx (1828-1909), sont des membres fervents de l'Église réformée néerlandaise. Elle est l'aînée de six enfants,.
Son père meurt lorsqu'elle a quatorze ans. Malgré les difficultés financières, elle fréquente un internat (1866-1869) où elle fait des études pour devenir enseignante, non par vocation, mais pour subvenir à ses besoins et à ceux de sa famille (sa mère, sa grand-mère, son frère et sa demi-sœur). Elle travaille plusieurs années comme enseignante (1871-1876), notamment à Baarn puis au pensionnat pour filles de Hernhütters à Gnadau.  
En 1875, elle fait la connaissance du professeur G.J. Mulder, un conservateur protestant. Il est un mentor pour elle, l'encourage à poursuivre ses études et à écrire. Il lui a beaucoup appris et renforcé sa confiance. Elle continue à correspondre avec lui jusqu'à sa mort en 1880.
En 1877, Marie Porrey part pour les Indes néerlandaises pour travailler comme gouvernante. 
Elle n'aime pas sa vie dans les Indes néerlandaises, comme elle le note régulièrement son journal : « Avec ma soif de connaissances supérieures, je dois enseigner l'alphabet aux enfants. Je voudrais crier de désespoir et d'amertume! »
En plus de son journal, elle écrit régulièrement. En 1882, elle remporte un concours du Soerabaja's Handelsblad avec un récit de voyage. Dans les années 1882-1883, ce journal publie ses «Lettres à Minette» (Brieven aan Minette van Nellie), dans lesquelles elle donne son avis sur des sujets tels que la société coloniale, la situation des femmes et l'éducation des enfants. Elle écrit sous le nom de "Nellie" et c'est ainsi qu'elle commencé à se faire appeler dans la vie de tous les jours. Ses articles gagnent rapidement en popularité, augmentant les chiffres de vente du journal. Un de ses admirateurs est Henri Hubert van Kol (en), ingénieur à la gestion de l'eau.
Henri van Kol est un des premiers socialistes néerlandais. En 1871, il rejoint la Première Internationale en tant qu'étudiant. Marie Porrey et  Henri van Kol se marient le 27 juillet 1833. Ils auront quatre enfants, Lili (née en 1886) et Ferdi (née en 1891) et deux enfants morts en bas âge. Lili est la mère de l'écrivain Heinz Polzer, connu sous le nom de Drs. P (en). 
Nellie van Kol continue d'écrire et publie, entre autres, en 1883 un recueil d'histoires pour enfants, Bloemensprookjes.

### Socialisme
Dans les années 1884-1886, le couple s'installe pour quelque temps à Aywaille, en Belgique. De là, Nellie fait de nombreux voyages. Avec son mari, elle participe aux activités du mouvement socialiste. Elle fait la connaissance de nombreux socialistes importants, dont Ferdinand Domela Nieuwenhuis ou des femmes socialistes de Russie. Désormais, elle se déclare agnostique et socialiste. Elle assiste son mari par des traductions et s'occupe de sa correspondance. Elle devient elle-même présidente de l'Union pour la Solidarité des Femmes à Bruxelles. 
Elle est une des premières femmes à publier des articles dans des revues socialistes, comme Vooruit, notamment des articles sur le socialisme et l'éducation.
En 1892, Nellie van Kol et son mari retournent définitivement en Europe. Ils s'installent à nouveau en Belgique et de leurs actions dans des plantations de café, ce qui paraît assez contradictoire avec leurs idéaux socialistes.
Nellie van Kol publie des articles dans le magazine néerlandais Evolutie (nl) et prend position sur des questions telles que l'éducation sexuelle, la monarchie, le féminisme et le socialisme. 
Elle assiste aux congrès socialistes internationaux de 1893 à Zurich et 1896 à Londres. Au début des années 1890, elle pense encore que la participation des femmes au mouvement socialiste leur apporterait l'émancipation. À partir de 1896 environ, elle prend plus de distance car elle pense que le mouvement attend trop des changements matériels. Elle s'implique alors davantage dans le mouvement des femmes et  la littérature jeunesse. Elle déclare même qu'elle n'a jamais été membre d'aucun parti. 

### Féminisme
En 1893, elle fonde avec la socialiste gantoise Émilie Claeys, le Hollandsch-Vlaamsche Vrouwenbond (Union des femmes néerlandaises et flamandes). Elles éditent ensemble son mensuel De Vrouw (nl) jusqu'en 1900. Nellie van Kol y publie des articles très avant-gardistes en faveur de l'émancipation des femmes qui ne sont pas toujours très bien accueillis. Dans de nombreux discours aux Pays-Bas et en Belgique, elle plaide pour le contrôle des naissances (ce qui vaut à De Vrouw d'être mis à l'index par l’Église catholique), pour l'égalité des chances de carrière pour les femmes et les hommes et pour un salaire égal pour un travail égal.
Un article sur l'éducation sexuelle fait perdre au journal presque tous ses abonnés belges. De ce fait, le journal prend une connotation majoritairement néerlandaise ce qui déplaît aux éditeurs d'Evolutie (nl), en particulier Wilhelmina Drucker, qui redoutent cette concurrence.
En 1893, elle est une des fondatrices de l'Association pour le droit de vote des femmes (Vereeniging voor Vrouwenkiesrecht (en)). En 1897, elle est cofondatrice de l'Association de protection mutuelle des femmes (Vereeniging Onderlinge Vrouwenbescherming (nl))  qui soutient les mères célibataires et, à partir de 1898, membre de l'Association pour l'amélioration du vêtement féminin (Vereeniging voor Verbetering van Vrouwenkleeding (nl)). Elle reste active dans le mouvement socialiste, assiste à plusieurs congrès de l'Internationale Socialiste avec son mari et recueille des signatures contre la guerre à Aceh en 1897. 
Henri van Kol quitte la Ligue sociale-démocrate néerlandaise (Sociaal-Democratische Bond, SDB) et devient un des fondateurs du Parti social-démocrate des ouvriers (Sociaal Democratische Arbeiders Partij, SDAP).
En 1900, Nellie van Kol démissionne de son poste de rédactrice en chef de De Vrouw pour consacrer plus de temps à la littérature jeunesse. Elle continue toutefois d'y publier régulièrement des articles.

### Retour à la littérature jeunesse
Elle fonde le magazine Ons Blaadje, avec, comme objectif, de proposer de la bonne littérature à prix abordable aux enfants des travailleurs. Le magazine déplaît aux milieux catholique et conservateur, qui lui reprochent un "caractère socialiste incendiaire". Jusqu'en 1908, Nellie van Kol reste associée à ce magazine en tant que rédactrice en chef. 
Elle publie ensuite Bibliotheek voor jongens en meisjes (blbliothèque pour garçons et filles) en neuf volumes qui devient plus tard Volkskinderbibliotheek van Nellie (Bibliothèque populaire de Nellie). Elle traduit également et adapte de nombreux contes ainsi que des histoires bibliques qui sont des genres populaires à cette époque.
Elle publie aussi de nombreuses critiques de livres pour enfants, contribuant ainsi à l'intérêt croissant pour la littérature jeunesse.
Dans un article publié en 1899 dans De Gids, Wat zullen de kinderen lezen? (Que vont lire les enfants ?), elle décrit les critères pour un bon livre pour enfant, qu'elle considère comme un outil d'éducation, qui apprenne à l'enfant à voir le monde. Comme féminte convaincue, elle considère aussi qu'il n'y a pas de livres pour les garçons et des livres pour les filles.

« Je souhaite que la littérature jeunesse soit une tour haute et étroite, qui s'élève dans l'air pur, une tour avec beaucoup de fenêtres, donnant sur tous les points cardinaux, des fenêtres de verre clair qui ne déforme pas. »

En 1897, Henri van Kol est élu député du Parti démocrate des ouvriers aux Pays-Bas. En 1899, la famille s'installe donc aux Pays-Bas; d'abord à Princenhage, plus tard à Voorschoten. 
Henri van Kol est souvent absent, il voyage beaucoup aux Pays-Bas et dans les Indes néerlandaises, pendant cette période, les deux époux se séparent progressivement. 
Nellie van Kol s'intéresse au socialisme religieux, au Rein-Leven-Beweging, à la théosophie et au spiritisme. Elle devient également végétarienne. 
Elle se retire de la vie publique, démissionné de la plupart de ses fonctions. Dans un article «Exeo» («Je pars», ou «Je meurs»), elle prend congé de la rédaction de De Vrouw.  
À partir de 1901, Nellie van Kol se tourne vers le christianisme, rejoint l'Armée du Salut en 1908 et publie régulièrement des articles dans leur magazine De Strijdkreet. Elle se déclare "convertie et née de nouveau". Cette conversion est très mal perçue dans le milieu socialiste. Domela Nieuwenhuis l'appelle « brebis perdue », mais continue à la considérer comme une femme d'idéal œuvrant pour le bien du peuple.
En 1913, elle est coorganisatrice de l'exposition De Vrouw 1813-1913 à Amsterdam, où elle est responsable du département de lecture des enfants.
En 1919, la séparation d'avec son mari est définitive. À partir de 1925, elle vit successivement à De Bilt, Amerongen et Doorn. 
Elle décède le 24 février 1930 à Utrecht à l'âge de 79 ans. Des soldats de l'Armée du Salut la portent vers sa sépulture. 
Les archives de Nellie van Kol Archive sont conservées à Atria Institute on Gender Equality and Women's History (en), à Amsterdam.